# Сельское поселение Куликовское (Московская область)
Сельское поселение Куликовское — упразднённое муниципальное образование со статусом сельского поселения в Дмитровском районе Московской области Российской Федерации.

## Общие сведения
Образовано согласно Закону Московской области от 28 февраля 2005 года № 74/2005-ОЗ. 19 мая 2018 года упразднено с включением в состав новообразованного Дмитровского городского округа.
Административный центр — село Куликово.
Глава администрации — Корягин Сергей Николаевич. Адрес администрации: 141833, Московская область Дмитровский р-н с. Куликово, ул. Новокуликово, д.33, кв. 48.

## Население
| 2006  | 2007  | 2008  | 2009  | 2010  | 2011  |
| ----- | ----- | ----- | ----- | ----- | ----- |
| 4718  | ↘4464 | ↗4494 | ↗4516 | ↗4929 | ↘4914 |
| 2012  | 2013  | 2014  | 2015  | 2016  | 2017  |
| →4914 | ↘4875 | ↘4828 | ↗4831 | ↘4804 | ↗4831 |
| 2018  |       |       |       |       |       |
| ↗5004 |       |       |       |       |       |

## География
Расположено на севере района. Граничит с Большерогачёвским, Синьковским сельскими поселениями и городским поселением Дмитров; городским поселением Запрудня и Темповым сельским поселением Талдомского района; Конаковским районом Тверской области. Площадь территории сельского поселения составляет 35 967 га (359,67 км²).

## Населённые пункты
В 2006 году был ликвидирован Дядьковский сельский округ, его населённые пункты вошли в состав Куликовского.
В состав сельского поселения входят 38 населённых пунктов упразднённых Дядьковского, Зареченского и Куликовского сельских округов(список на какой год?):
| Вид     | Наименование | Население, чел. (2010) |
| ------- | ------------ | ---------------------- |
| деревня | Банино       | 5                      |
| деревня | Борцово      | 20                     |
| деревня | Быково       | 5                      |
| деревня | Глазачево    | 17                     |
| деревня | Говейново    | 7                      |
| деревня | Давыдково    | 17                     |
| деревня | Дрочево      | 14                     |
| деревня | Дутшево      | 14                     |
| деревня | Исаково      | 15                     |
| деревня | Караваево    | 14                     |
| деревня | Карамышево   | 14                     |
| деревня | Клюшниково   | 77                     |
| село    | Куликово     | 1448                   |
| деревня | Куминово     | 0                      |
| деревня | Куминово     | 10                     |
| посёлок | Лесной       | 24                     |
| деревня | Липино       | 69                     |
| посёлок | Луговой      | 896                    |
| деревня | Маншино      | 7                      |
| деревня | Меленки      | 6                      |
| посёлок | Мельчевка    | 525                    |
| деревня | Мишуково     | 8                      |
| деревня | Надмошье     | 33                     |
| деревня | Назарово     | 4                      |
| деревня | Насадкино    | 803                    |
| деревня | Новое Село   | 20                     |
| деревня | Орево        | 50                     |
| деревня | Пантелеево   | 21                     |
| деревня | Паньково     | 9                      |
| деревня | Петраково    | 42                     |
| посёлок | Раменский    | 270                    |
| деревня | Раменье      | 168                    |
| деревня | Ступино      | 9                      |
| посёлок | Татищево     | 234                    |
| деревня | Тимофеево    | 20                     |
| деревня | Тишино       | 8                      |
| деревня | Федоровка    | 9                      |
| деревня | Фофаново     | 17                     |

## Официальная символика
Флаг сельского поселения Куликовское был утверждён 17 октября 2011 года. Описание флага гласит:
Прямоугольное двустороннее голубое полотнище с отношением ширины к длине 2:3, несущее изображение фигур герба Куликовского сельского поселения: белого креста, достигающего своими плечами краёв полотнища (ширина плеч креста — 1/5 длины полотнища); на кресте изображены геральдическая княжеская шапка в центре, выполненная жёлтым, синим, малиновым и белым цветами, и стилизованный горностаевый мех — на плечах; в каждой из голубых частей изображён стоящий кулик белым, серым и чёрным цветами.